# Puolanka
Puolanka (antiguamente  Puolango  en sueco) es una localidad y un municipio finés localizada en la región de Kainuu. En 2004, tenía una población de 3.472 habitantes y un área 2.599,79 km² de los que 132,56 km² son agua (densidad de población: 1,4 habitantes por km²). El municipio es unilingüe en finés y posee la mayor catarata de Finlandia, Hepoköngäs, a 16 km del centro.